# وهيتغت (تشيشير)
وهيتغت (بالإنجليزية: Whitegate, Cheshire)‏ هي قرية تقع في المملكة المتحدة في شمال غرب إنجلترا. يقدر عدد سكانها بـ 971 نسمة .